# Armorial d'Orient
- il reste des blasons à dessiner dans cet armorial.
- certaines figures ne sont pas accompagnées de leur blasonnement.

Cette page donne les armoiries (figures et blasonnements) des États latins d'Orient. 

## Armoiries
| Figure | Nom et blasonnement |
|        | Achaïe (principauté) De gueules à la croix ancrée d'or. Louis de Bourgogne, prince de Morée : Bandé d'or et d'azur de six pièces, à la bordure de gueules, au franc quartier du même à la croix ancrée d'or. |
|        | Antioche (principauté) Bohémond Ier (armes hypothétiques) : D'argent à une branche de fougère de sinople nouée d'or et renversée en pal. Bohémond III : De gueules plain. Bohémond VI : Écartelé de gueules plain et de France ancien,. |
|        | Arménie cilicienne (royaume) Léon II : figure reprise d'un sceau, couleurs déduites de la bannière des Roupénides. Héthoumides : D'or au lion de gueules armé, lampassé et couronné d'azur. Lusignan : Tiercé en pal d'or au lion de gueules armé, lampassé et couronné d'azur (d'Arménie), d'argent à la croix potencée d'or cantonnée de quatre croisettes du même (Jérusalem) et d'un burelé d'argent et d'azur de huit pièces, au lion de gueules armé, lampassé et couronné d'or brochant sur le tout (de Chypre). |
|        | Athènes (duché) Ducs d'Athènes de la maison de la Roche (1205-1308) : Équipolé de gueules et d'hermine. Sous le principat de la famille de Brienne (1308-1311 pour Athènes et 1308-1356 pour la seigneurie d'Argos) : D'azur au lion d'or armé et lampassé de gueules. Ducs d'Athènes de la famille Acciaiuoli (1388-1458) : D'argent au lion d'azur armé et lampassé de gueules. |
|        | Chypre (royaume) Armes hypothétiques : D'argent au lion de gueules armé, lampassé et couronné d'or. rois de la famille de Lusignan : Burelé d'argent et d'azur, au lion de gueules armé, lampassé et couronné d'or brochant sur le tout. 1269 : rois de Chypre et de Jérusalem : Écartelé d'argent à la croix potencée d'or cantonnée de quatre croisettes du même et d'un burelé d'argent et d'azur de huit pièces, au lion de gueules armé, lampassé et couronné d'or brochant sur le tout,. 1393 : rois de Chypre, de Jérusalem et d'Arménie : Écartelé : au 1er d'argent à la croix potencée d'or cantonnée de quatre croisettes du même, au 2d burelé d'argent et d'azur de huit pièces, au lion de gueules armé, lampassé et couronné d'or brochant sur le tout, au 3e d'or au lion de gueules armé, lampassé et couronné d'azur, et au 4e d'argent au lion de gueules armé, lampassé et couronné d'or. |
|        | Constantinople (empire) De gueules à la croix d'or cantonnée de quatre besants d'or, chacun chargé d'une croix de même, et accompagné de quatre croisettes d'or. |
|        | Ibelin (seigneurie) D'or à la croix pattée de gueules,. |
|        | Jérusalem (royaume) D'argent à la croix potencée d'or cantonnée de quatre croisettes du même. rois et prétendants chypriotes : Écartelé d'argent à la croix potencée d'or cantonnée de quatre croisettes du même ; et d'un burelé d'argent et d'azur de huit pièces, au lion de gueules armé, lampassé et couronné d'or brochant sur le tout,. rois et prétendants angevins : Parti d'azur semé de fleurs de lys d'or, au lambel de gueules ; et d'argent à la croix potencée d'or cantonnée de quatre croisettes du même,. |
|        | Guy de Lusignan (1159 † 1194), comte de Jaffa et de d'Acalon, puis roi de Jérusalem et de Chypre Écartelé d'azur à la croix d'argent et d'un burelé d'argent et d'azur de huit pièces, au lion de gueules armé, lampassé et couronné d'or brochant sur le tout (ces armoiries sont peut-être hypothétiques). |
|        | Milly (Philippe de) (seigneur de Naplouse, puis d'Outre-Jourdain) De sable au chef d’argent. |
|        | Naxos (duché) Famille Sanudo (1205-1371) : D’argent à la bande d’azur. Famille Crispi (1383-1566) : |
|        | Tripoli (comté) De gueules à la croix alésée et vidée d'or. |

### Sources
- Jean-Baptiste Rietstap, Armorial général, t. 1 et 2, Gouda, G.B. van Goor zonen, 1884-1887.
- Ottfried Neubecker, Roger Harmingues, Le Grand livre de l'héraldique, Bordas, 1976 (réimpr. 1982), 288 p. (ISBN 2-04-012582-5)
- Jiri Louda et Michael Maclagan, Les Dynasties d'Europe, Bordas, 1981 (réimpr. 1993), 308 p. (ISBN 2-04-027013-2)
- (sur euraldic.com).